# 8971 Леукоцефала
8971 Леукоцефала (8971 Leucocephala) — астероїд головного поясу, відкритий 29 вересня 1973 року.
Тіссеранів параметр щодо Юпітера — 3,205.